# Holmabergs naturreservat

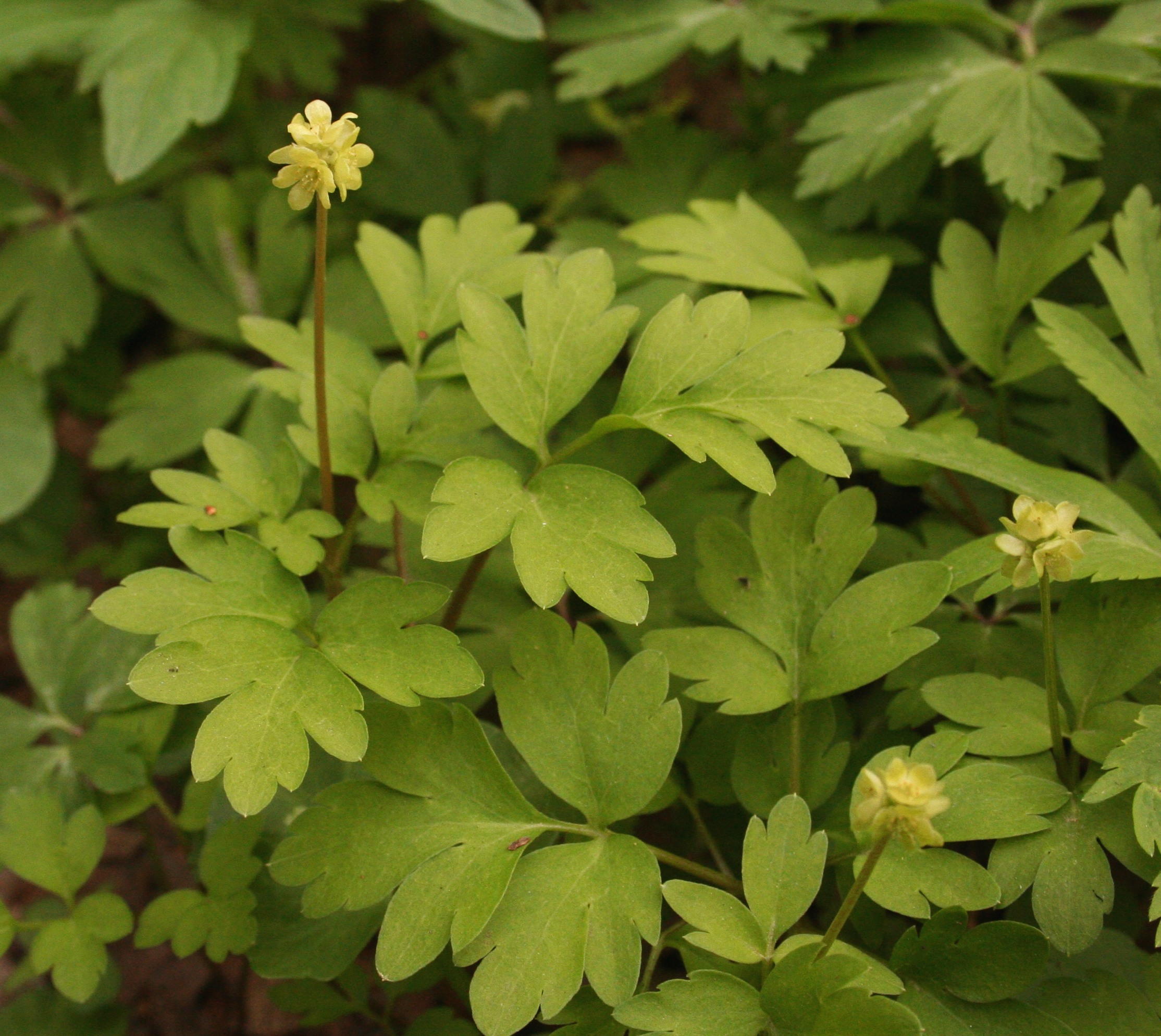
Desmeknopp

Holmaberg är ett naturreservat i Svenljunga kommun i Västra Götalands län.
Området har varit skyddat sedan 1964 och är 0,5 hektar stort. Det är beläget öster om tätorten Östra Frölunda och består av en hyperitkulle.  
Reservatet utgörs av hyperitkullen Holmabergs östsluttning tillsammans med rasmarken nedanför. Kullen skiljer sig från den omgivande gnejsberggrunden. Växtligheten i området är därför mer artrik än i det omgivande landskapet. I sluttningen mot väster växer lind, ek och hassel. På krönet växer liljekonvalj. I den östliga branten växer alm och lönn. Där finns också kransrams, getrams, trolldruva och desmeknopp. 
Naturreservatet förvaltas av Västkuststiftelsen.